# وزارت آموزش (فرهنگ، ورزش)
وزارت آموزش، فرهنگ، ورزش، علوم و فناوری (文部科学省 Monbu-kagaku-shō)، که به عنوان MEXT , Monka-shō نیز شناخته می‌شود، یکی از یازده وزارت خانه ژاپن است که بخشی از قوه مجریه دولت ژاپن را تشکیل می‌دهد. هدف آنها بهبود توسعه ژاپن در ارتباط با جامعه جهانی است. آنها مسئول تأمین بودجه تحقیقات تحت صلاحیت خود هستند، برخی از این موارد عبارتند از: بهداشت کودکان در رابطه با محیط خانه، آمارگیری برابری جنسیتی در علوم، و سایر تحقیقات کلی برای آینده.

## تاریخچه
دولت میجی اولین وزارت آموزش و پرورش را در سال ۱۸۷۱ ایجاد کرد. در ژانویه ۲۰۰۱، وزارت آموزش، علوم، ورزش و فرهنگ و آژانس علوم و فناوری با هم ادغام شدند و تبدیل به MEXT فعلی شدند.

## سازمان
در حال حاضر وزارت توسط وزیر آموزش، فرهنگ، ورزش، علوم و فناوری هدایت می‌شود. در این سمت، دو وزیر امور خارجه، دو معاون وزیر پارلمانی، و معاون اداری و دو معاون وزیر قرار دارند. فراتر از آن، سازمان به شرح زیر تقسیم شده‌است.

### دبیرخانه وزیر
دبیرخانه وزیر بخشی است که سیاست‌های کلی را تعیین می‌کند و بر وزارت آموزش، فرهنگ، ورزش، علوم و فناوری به‌طور کلی تأثیر می‌گذارد. وظیفه دبیرخانه شامل سیاست‌های حسابرسی، روابط جامعه و مدیریت کلی منابع انسانی برای روابط داخلی و بین‌المللی است.

### مدیرکل امور بین‌الملل
طبق سایت وزارت، مدیر کل امور بین‌الملل نقطه اصلی تماس کمیسیون ملی ژاپن با سازمان آموزشی، علمی و فرهنگی سازمان ملل متحد (یونسکو) است. هدف جمعی این دو سازمان ایجاد توسعه متقابل و پایدار از طریق آموزش، علم و فرهنگ است.

### گروه برنامه‌ریزی تأسیسات و پیشگیری از فجایع
گروه برنامه‌ریزی تأسیسات و پیشگیری از فجایع متمرکز بر توانایی امکانات مدارس در کاهش خسارات ناشی از بلایایی مانند زمین لرزه است.. علاوه بر این، گروه تلاش دارد تا دانشگاه‌ها در فعالیت‌های آموزشی و پژوهشی ارتفا دهد

## ادارات آموزش و پرورش

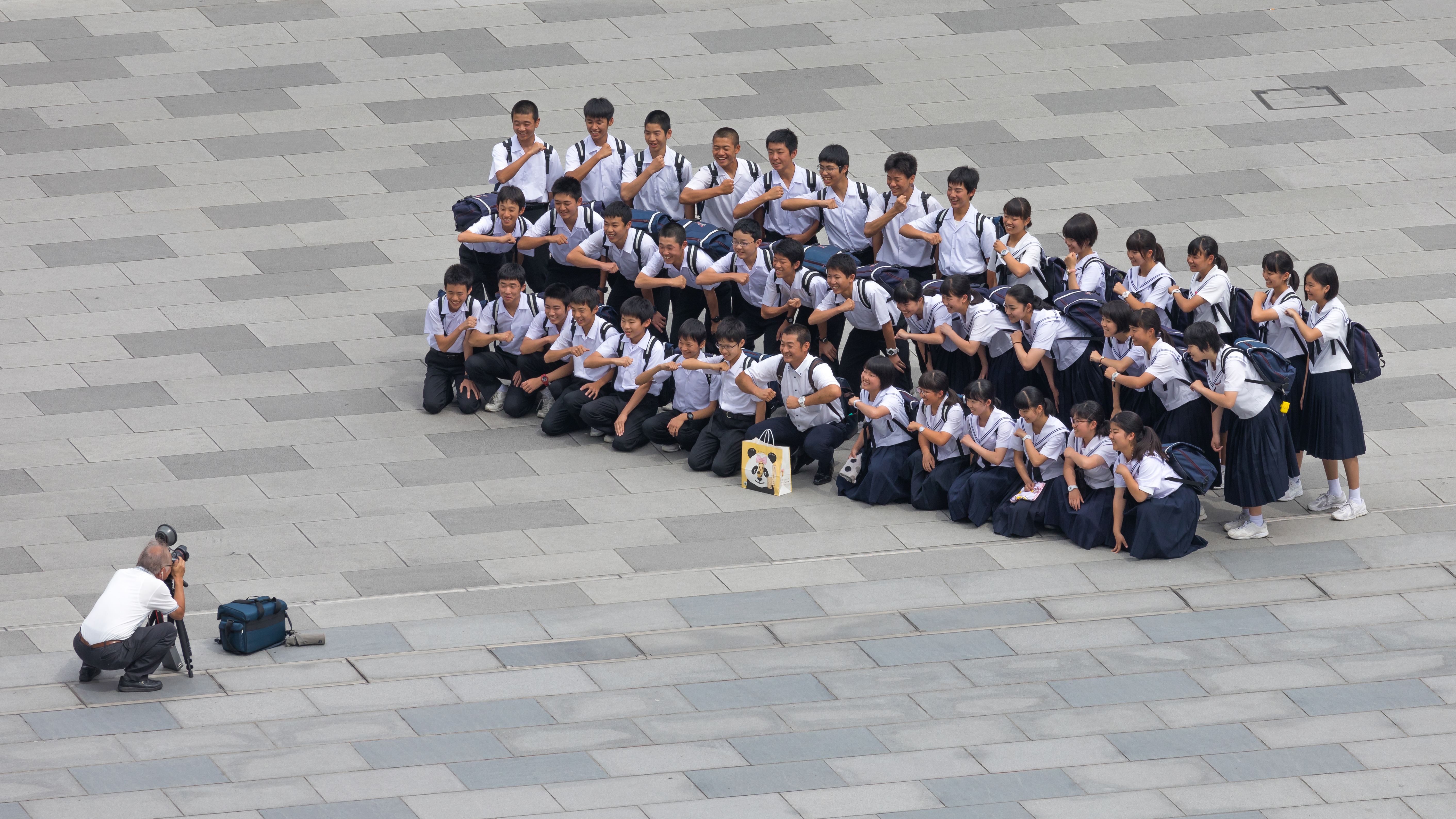
دانشجویان ژاپنی مقابل ایستگاه توکیو، مارونوچی

این بخش‌های وزارتخانه بر بخش‌های آموزشی تمرکز می‌کند.

### دفتر سیاست گذاری آموزش
دفتر سیاستگذاری آموزش بر اساس قانون اساسی، آموزش اجباری را حفظ می‌کند. این بخش طراحی سیاست‌های آموزشی مبتنی بر شواهد جامع و عینی را برعهده دارد.

### دفتر آموزش ابتدایی و متوسطه
دفتر آموزش ابتدایی و متوسطه وظیفه افزایش رشد آموزشی دانش آموزانی را دارد که از دوره پیش دبستانی به دبیرستان متوسطه یا هر معادل دیگری پیشرفت می‌کنند.

### دفتر آموزش عالی
دفتر آموزش عالی بر ارتقا آموزش مدارس عالی برای کارشناسی و کارشناسی ارشد تمرکز دارد. وظایف دفتر شامل نظارت بر اجازه بورس، کیفیت معلم و همچنین انتخاب و پذیرش دانشجویان داخلی و خارجی است.

## ادارات ورزش و فرهنگ

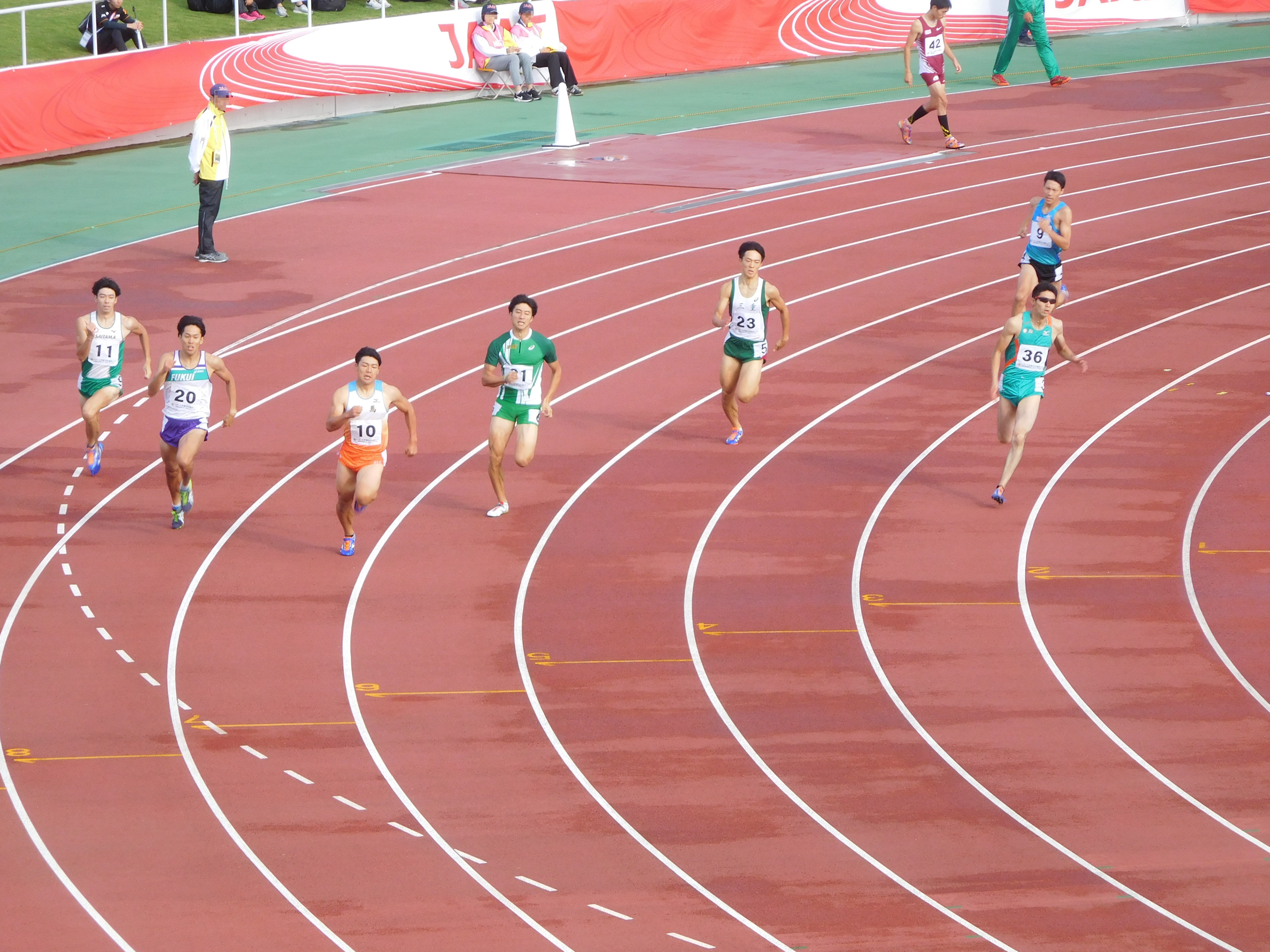
یک مسابقه ۴۰۰ متری دو در هفتاد و چهارمین جشنواره ملی ورزش ژاپن

این بخش‌های وزارتخانه بر بخش‌های ورزش و فرهنگ تمرکز می‌کند.

### آژانس ورزشی ژاپن
آژانس ورزشی ژاپن وظیفه ارتقا تربیت بدنی و بهداشت و همچنین حفظ توانایی کشور جهت رقابت در دو و میدانی بین‌المللی را بر عهده دارد.

### آژانس امور فرهنگی
آژانس امور فرهنگی ژاپن تلاش می‌کند تا مشارکت در فعالیت‌های فرهنگی و هنری را تشویق کند. هدف آنها دستیابی به «ملتی مبتنی بر فرهنگ و هنر است».

## ادارات علوم و فناوری
این بخش‌های وزارتخانه بر بخش‌های علوم و فناوری تمرکز می‌کند.

### دفتر سیاست علوم و فناوری

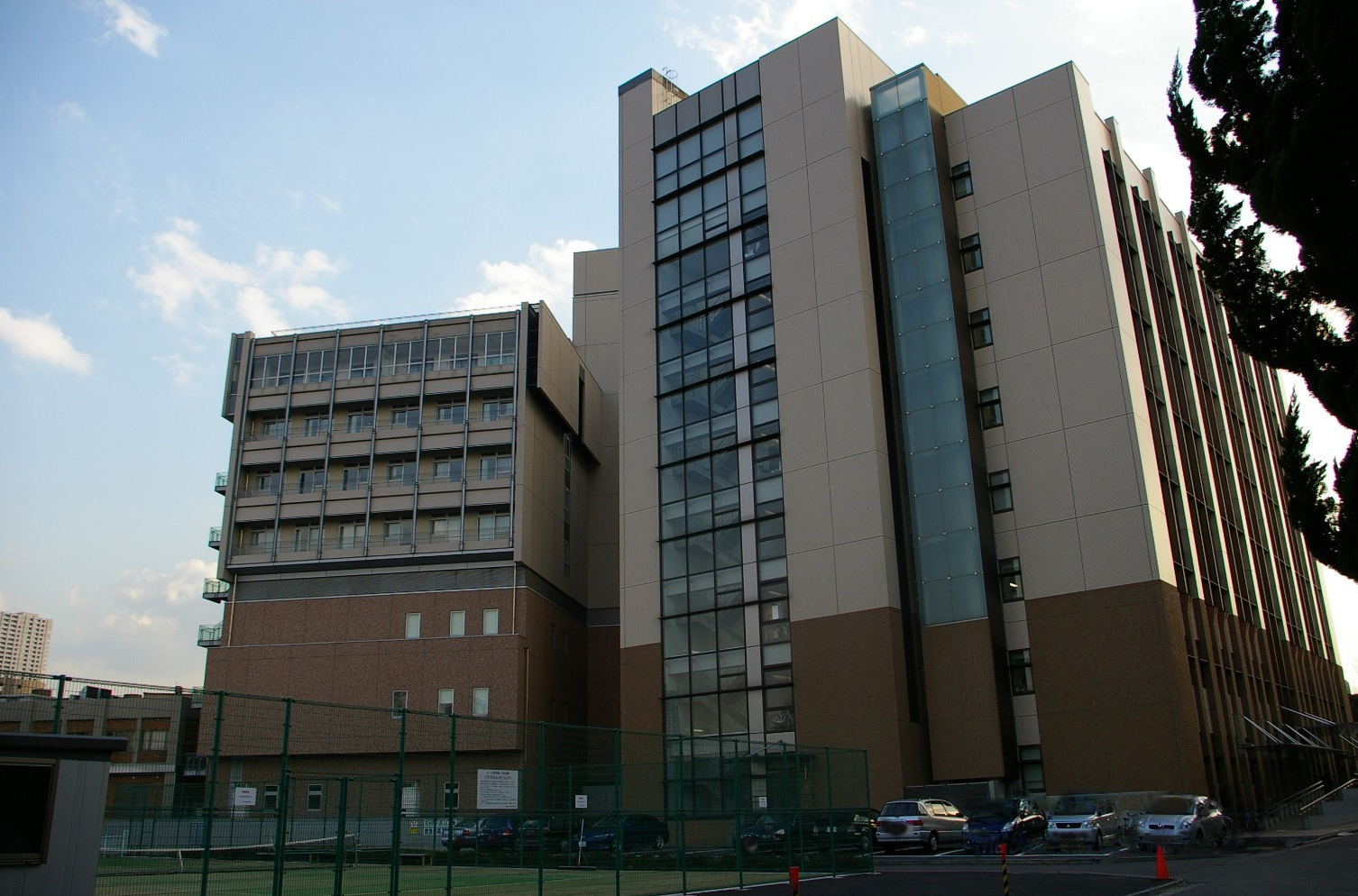
ساختمان تحقیقات عمومی علوم پزشکی توکیو، ژاپن

دفتر سیاست علوم و فناوری مسئول ارتقا علم و فناوری در کشور را برعهده دارد. دامنه این گروه شامل دانشجویان و افراد متخصص است.

### دفتر ارتقا پژوهش
دفتر ارتقا پژوهش بخشی است که بر توسعه تحقیقات علمی و تحقیقات در زمینه‌هایی از جمله فناوری و فیزیک تمرکز دارد.

### دفتر تحقیق و توسعه
دفتر تحقیق و توسعه کمی متفاوت از دفتر ارتقا پژوهش است زیرا این بخش بر روی مشکلات اجتماعی از جمله انرژی و محیط زیست تمرکز دارد. در نتیجه، این بخش بر اکتشاف در فضا و دریا عمیق تمرکز خواهد کرد.

## فعالیت‌ها و بودجه تحقیقات
در حالی که این وزارت در حال حاضر شامل چندین سازمان، در درجه اول آموزش، فرهنگ، ورزش، علوم و فناوری است، در واقع این وزارتخانه به عنوان وزارت آموزش و پرورش آغاز به کار کرد. طی سال‌های گذشته، ژاپن به‌طور جداگانه هر یک از موضوع‌ها، یک آژاپنس ایجاد کرد که در نهایت در سازمان فعلی ترکیب شدند. با این وجود، هر بخش وزارت یک بخش تحقیقات دارد.

### آمارگیری
وزارت آموزش، فرهنگ، ورزش، علوم و فناوری مسئولیت مستقیم، هرچند نه کاملاً، تأمین بودجه تحقیقات مربوط به آمارگیری را عهده‌دار بوده‌است.

### تحقیقات آموزشی
وزارت آموزش، فرهنگ، ورزش، علوم و فناوری طی سال‌ها افزایش بودجه داشته‌است. سازمان بودجه را در پروژه‌هایی مانند علوم رایانه، سنتز شیمیایی بر پایه مهندسی شیمی، زیست‌فناوری، پژوهش‌های ژنوم انسان، پیام‌رسانی سلولی، بیوانفورماتیک، پژوهش مغز، زیست‌شناسی ساختاری، زیست‌شناسی تکوینی و مهندسی پزشکی و غیره صرف می‌کند.